# Інгушетія
Респу́бліка Інгуше́тія (інг. ГӀалгӀай Мохк) — де-факто окупована Росією республіка Інгушетія, де-юре суб'єкт Росії, яку РФ включає до складу Північно-Кавказького федерального округу.
Столиця — місто Магас.
Межує з Північною Осетією, Ічкерією і Грузією.
Утворено 4 червня 1992.

## Географічне положення

Карта Інгушетії

Інгушетія розташована на північних схилах передгір'я Великого Кавказького хребта, у центральній його частині.

## Етимологія
Назва республіки походить від російського найменування корінного населення — інгуші, чия назва в свою чергу, ймовірно, походить від назви села Ангушт, що зараз має назву Тарське (рос. Тарское). Самоназва народу — «галагай».

## Історія
Інгушетія увійшла до складу Російської Імперії в 1810 році. В 1860 році за наказом імператора Олександра ІІ у східній частині Північного Кавказу була створена Терська область, до складу якої ввійшли Чеченський, Ічкерийський, Інгуський і Нагорний округи.
Після встановлення Радянської влади, у березні 1920 року, Терська область була розформована, а Чеченський (об'єднаний з Ічкерийським) і Інгуський (об'єднаний з Нагорним) округи стали самостійними територіальними утвореннями.
Через рік, 20 січня 1921 року, Чечня й Інгушетія разом з Карачаєво-Черкесією, Кабардино-Балкарією і Північною Осетією увійшли у новостворену Горську АРСР.
7 листопада 1924 року Горська АРСР була ліквідована та була утворена Інгуська АО у складі РРФСР.

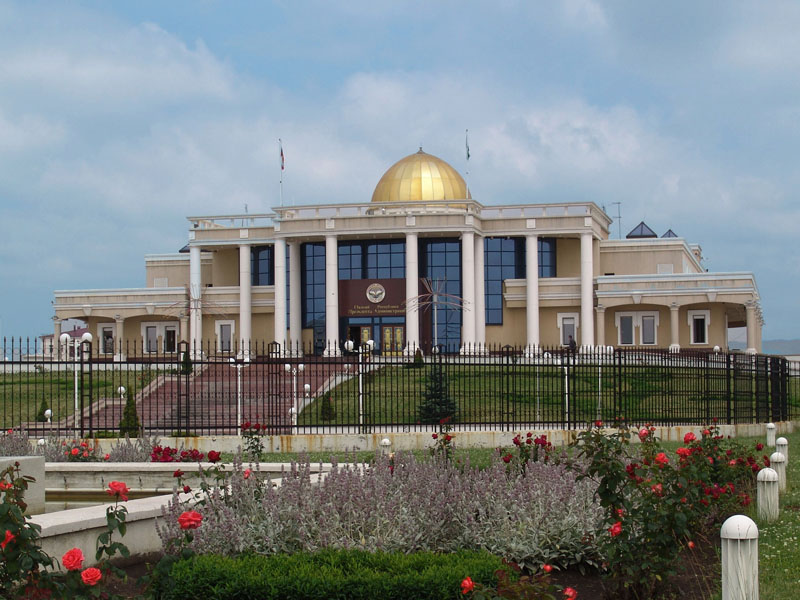
Будівля адміністрації Президента в Магасі

15 січня 1934 року була створена Чечено-Інгуська автономна область, що 5 грудня 1936 року стала Чечено-Інгуською АРСР (ЧІАРСР).
У лютому 1944 року після депортації чеченців та інгушів автономія була розформована, при цьому Інгушетія ввійшла до Північно-Осетинської АРСР, як Назранський район. 9 січня 1957 року з поверненням депортованих жителів Чечено-Інгуська АРСР була відновлена (при цьому Пригородний район, що до того часу вже заселили осетини, був включений до складу Північної Осетії).
15 травня 1991 року ЧІАРСР перейменована на Чечено-Інгуську Республіку.

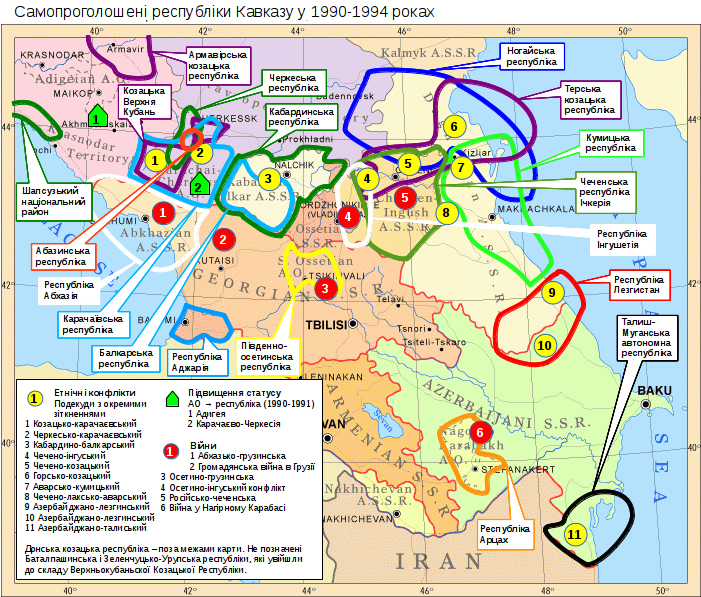
Інгушетія поміж іншими проголошеними на початку 1990-х роках республіками

1 жовтня 1991 року рішенням Верховної ради РРФСР Чечено-Інгуська Республіка була розділена на Чеченську та Інгуську Республіки.
До складу республіки ввійшли три адміністративних райони колишньої Чечено-Інгушетії: Сунженський, Малгобецький і Назранський. Столицею обрано колишній районний центр Назрань. З 2002 року столиця Республіки — місто Магас.

## Населення
Населення — 465,0 тис. осіб (2005). Густота населення — 141,6 осіб/км² (2005), питома вага міського населення — 42,6 % (2005).
| Народ                                         | Чисельність, 2002, тис. (* [Архівовано 24 січня 2012 у WebCite]) |
| --------------------------------------------- | ---------------------------------------------------------------- |
| Інгуші                                        | 361,1 (77,3 %)                                                   |
| Чеченці                                       | 95,3 (20,4 %)                                                    |
| Росіяни                                       | 5,6 (1,2 %)                                                      |
| показано народи з чисельністю понад 1000 осіб |                                                                  |

### Населені пункти
| Населені пункти з кількістю мешканців понад 5 тисяч (2003) |             |                 |      |
| \| Назрань \| 93,3 (2010) \| Яндаре \| 10,6 \| \| Сунжа \| 65,1 \| Долаково \| 9,1 \| \| Малгобек \| 44,0 (2007) \| Верхні Ачалуки \| 8,5 \| \| Карабулак \| 34,6 (2007) \| Інарки \| 7,2 \| \| Екажево \| 23,2 \| Алі-Юрт \| 6,9 \| \| Троїцька \| 21,5 \| Вознесенська \| 6,3 \| \| Нестеровська \| 17,4 \| Пседах \| 6,3 \| \| Кантишево \| 15,7 \| Галашки \| 6,3 \| \| Сурхахі \| 14,7 \| Середні Ачалукі \| 5,1 \| \| Сагопші \| 10,7 \| \| \| |             |                 |      |
| Назрань | 93,3 (2010) | Яндаре          | 10,6 |
| Сунжа | 65,1        | Долаково        | 9,1  |
| Малгобек | 44,0 (2007) | Верхні Ачалуки  | 8,5  |
| Карабулак | 34,6 (2007) | Інарки          | 7,2  |
| Екажево | 23,2        | Алі-Юрт         | 6,9  |
| Троїцька | 21,5        | Вознесенська    | 6,3  |
| Нестеровська | 17,4        | Пседах          | 6,3  |
| Кантишево | 15,7        | Галашки         | 6,3  |
| Сурхахі | 14,7        | Середні Ачалукі | 5,1  |
| Сагопші | 10,7        |                 |      |

## Адміністративний поділ
- Джейрахський район
- Малгобецький район
- Назрановський район
- Сунженський район

## Межі
Межує з Північною Осетією, Чеченською республікою і Грузією.
Інгушетія не межує з Кабардино-Балкарією, попри те що наявність такої межі відзначено на офіційних сайтах обох республік. Інгушетію від КБР відокремлює вузька смуга землі, на якій розташоване селище з осетинською назвою Хурікау. Хоча ситуація із цим перешийком непроста, формально і юридично він відноситься до Північної Осетії.
Між Північною Осетією й Інгушетією існує територіальна суперечка — Інгушетія претендує на частину Пригородного району на схід від Владикавказа.
По території Інгушетія — найменший регіон Росії (не враховуючи міст федерального підпорядкування Москви і Санкт-Петербурга).